# Duel Masters (manga)
Duel Masters (デュエル・マスターズ?, Dyueru Masutāzu) è un manga scritto e disegnato da Shigenobu Matsumoto. La serializzazione è avvenuta dal 1999 al 2005 sulla rivista CoroCoro Comic, edita da Shogakukan, e i capitoli sono stati raccolti in 17 volumi.
Una serie televisiva anime prodotta dallo A.C.G.T e composta da 26 episodi è stata trasmessa in Giappone su TV Tokyo dal 21 ottobre 2002 al 31 marzo 2003 su TV Tokyo, rete che ha mandato in onda i primi 18 episodi e 6 speciali, ed in seguito è stata riproposta per intero su Kids Station dove ha terminato la messa in onda il 22 dicembre 2003. Tale anime è stato trasmesso anche negli Stati Uniti da Cartoon Network e la stessa edizione è giunta anche in Italia nel 2004 prima su Cartoon Network e poi nel 2005 su Rai 2 in chiaro. In seguito la serie è stata riproposta anche su diverse televisioni locali come Super 3 e Televallassina.
Un gioco di carte collezionabili è stato realizzato in seguito al successo ottenuto dal manga e dall'anime nel pubblico statunitense.

## Trama
Shobu Kirifuda era ancora un bambino quando suo padre partì. Lui era un maestro Kaijudo e Shobu lo voleva eguagliare. Dopo tornei, sfide ed incontri, fa la conoscenza di Knight che sarà il suo maestro. Così Knight sfida Shobu, ma quest'ultimo perde. Il mentore ripone la sua fiducia nel ragazzo dicendogli che un giorno sarà un maestro Kaijudo come suo padre ed incomincia ad ingaggiare nuove avventure nel tentativo di diventare il duellante migliore di tutti, proprio come suo padre.

## Personaggi

### Principali

I protagonisti nella serie Charge. In primo piano da sinistra: George e Shobu. In secondo piano da destra: Mai, Rekuta, Sayuki, Knight, Maruo, Mimi, Hakuoh e Kintaro

Shobu Kirifuda (切札 勝舞?, Kirifuda Shōbu)
Doppiato da: Yumiko Kobayashi (da bambino), Kōki Uchiyama (da adulto) (ed. giapponese), George Castiglia (ed. italiana)
Il protagonista della serie ed allievo di Knight. Aspira a diventare un grande duellante come suo padre, Shori Kirifuda. Il ragazzo mantiene sempre un atteggiamento positivo durante la serie, insistendo nel duellare per divertimento anziché semplicemente per vincere. Nella prima stagione, Shobu accetta la sfida di sconfiggere il campione del Tempio, Hakuoh, i cui sentimenti sono stati corrotti dal potere. Inizialmente fa uso di un deck composto da carte della civiltà del fuoco, poi diventerà un deck Dragon ed infine un deck Dragon/Angel Command. La sua carta vincente è Drago Bolshack.
Hakuoh (白凰?, Hakuō)
Doppiato da: Junko Minagawa (ed. giapponese), Marco Vivio (ed. italiana)
Hakuoh è un ragazzo originario di una famiglia benestante e l'arcirivale di Shobu Kirifuda. Originalmente era spensierato ma un giorno dopo essere stato sconfitto in un duello Kaijudo, diventa un cattivo dal cuore di ghiaccio che non vede alcun divertimento nelle sfide che gli si presentano. Diventa un campione dei duelli e leader dei Soldati Bianchi, fra cui anche i quattro Guardiani del Tempio che lo proteggono da chiunque provi a cercare di sottrargli il titolo. Alla fine della prima stagione viene sconfitto dal protagonista con cui diventa molto amico e cambia completamente il suo carattere in maniera positiva. In Duel Masters Charge viene preso in ostaggio da Zakira, che lo controlla mentalmente e lo fa diventare una sua pedina, in quest'occasione viene chiamato "White" (ホワイト?, Howaito). In Duel Masters Zero diventa simile alla sua vecchia controparte e presta servizio per il Professor Machi mentre in Duel Masters Cross cerca di fermare Zakira sfidandolo in un duello Kaijudo ma ne esce sconfitto. Dopo questa delusione, la sua personalità malvagia viene alla luce nuovamente ma una volta ottenuta una vittoria contro Mimi, ritorna in sé. In tutte le occasioni fa uso di un deck della civiltà della luce, con l'unica eccezione di Cross dove ne usa uno che è un mix di luce e tenebre.
Kyoshiro Kokujo (黒城 凶死郎?, Kokujō Kyōshirō)
Doppiato da: Daisuke Kishio (ed. giapponese), Marco Baroni (ed. italiana)
Un ragazzo che si considera un "genio del male" e che è uno dei rivali più forti di Shobu nel corso di tutta la serie. Fa uso di un deck composto dalla civiltà delle tenebre, a cui aggiungerà solo successivamente anche quella dell'acqua. Gli viene dato anche il soprannome di "Dio della morte", in quanto utilizza tattiche incessanti nei duelli e ha un'ottima padronanza e conoscenza della civiltà legata all'oscurità. Nella seconda stagione aiuta Shobu a sconfiggere i P.L.O.O.P., mentre nella terza viene sconfitto da Yumama alle semifinali, che fa uso dei suoi superpoteri per sconfiggerlo lasciandolo svenuto. Sempre in Duel Masters Charge aiuta il protagonista nella sua missione, ma in modo individuale.

### Famiglia di Shobu
Shori Kirifuda (切札 勝利?, Kirifuda Shōri)
Doppiato da: Katsuyuki Konishi (ed. giapponese), Francesco Prando (ed. italiana)
Il duellante più famoso del mondo, nonché padre di Shobu. Shori lasciò casa per continuare il suo allenamento, ma gli è sempre mancata la sua famiglia. Ritorna nella seconda stagione dove scompare nuovamente dopo la sua sconfitta per mano dei P.L.O.O.P. Compie una breve apparizione nel primo film della serie per aiutare il figlio per poi sparire nuovamente alla fine. In Duel Masters Charge viene creduto morto in un duello Kaijudo nel tentativo di proteggere "la testimonianza del Duel Masters" da Zakira. In Duel Masters Cross Shock viene rivelato che ha affidato a Extreme Bucketman un deck da dare al suo erede. Poco dopo ciò viene scoperto che è ufficialmente vivo e libero dal suo continuo esilio e può finalmente riunirsi a suo figlio. Il suo deck è molto simile a quello di Shobu ma a differenza di quest'ultimo è più avanzato grazie anche a Bolberg Cross Dragon, che è la sua carta vincente.
Mai Kirifuda (切札 舞?, Kirifuda Mai)
Doppiata da: Saki Nakajima (ed. giapponese), Claudia Razzi (ed. italiana)
La madre di Shobu e moglie di Shori, aiuta il figlio in diverse occasioni prendendo l'identità di un secondo "Dragon Mask" (il primo venne interpretato precedentemente da Knight) per sfidarlo ed allenarlo.

### Amici di Shobu
Rekuta Kadoko (角古 れく太?, Kadoko Rekuta)
Doppiato da: Yuka Imai (2002-2010), Emiri Katō (dal 2017) (ed. giapponese), Monica Bertolotti (ed. italiana)
Rekuta è il migliore amico di Shobu. Nonostante sia un esperto nelle regole del gioco, si rivela un duellante molto scarso, riuscendo a non ottenere manco una vittoria durante un torneo. Compare spesso in scena assieme al suo computer portatile per tenere traccia dei duelli più importanti. Possiede quasi tutte le carte che vengono pubblicate, anche grazie al padre Maruo che gestisce un negozio, ma nonostante ciò non riesce ad utilizzarle correttamente in modo vincente. Nel manga, la sua ampia conoscenza si rivela molto utile per Shobu, talvolta riesce ad aiutare l'amico dandogli degli indizi o dei consigli su come proseguire il duello che sta affrontando.
Sayuki Manaka (中 紗雪?, Manaka Sayuki)
Doppiata da: Saeko Chiba (ed. giapponese), Barbara Pitotti (ed. italiana)
Sayuki è un'altra grande amica di Shobu che è anche nella sua stessa classe a scuola, compare solo nell'anime. È una ragazza con un carattere dolce e spesso pacato, che si preoccupa profondamente per l'amico ed è sempre pronta per aiutarlo e confortarlo quando è giù di morale. Inoltre è sempre presente per assistere ai match di Shobu facendogli gli applausi per incoraggiarlo ulteriormente. In alcune occasioni ha anche avuto modo di duellare, ma nella maggior parte della serie si rende un personaggio di supporto.
Mimi Tasogare (黄昏 ミミ?, Tasogare Mimi)
Doppiata da: Saki Nakajima (ed. giapponese), Letizia Ciampa (ed. italiana)
Un'altra amica di Shobu che alla sua prima apparizione mostra di essere un'inetta al gioco di carte, ma poi verrà rivelato che in realtà è il secondo dei quattro Guardiani del Tempio del centro per giovani duellanti ed è una giocatrice molto esperta. Mimi è anche fisicamente molto forte a tal punto da riuscire a rompere ostacoli come muri ed è anche una buona conoscitrice delle arti marziali. Nella prima stagione rivela che Hakuoh non è sempre stato un ragazzo senza cuore ed il suo rapporto verso quest'ultimo si è sviluppato in un leggero innamoramento nel corso della serie. Fa uso di carte che hanno come elemento la natura ma tende ad utilizzare scudi di tutte e cinque le civiltà. La ragazza ha un fratello gemello, Benny Ha-Ha, anche lui Guardiano del Tempio (tuttavia questa relazione è presente solo nella versione statunitense e non in quella originale giapponese) e una sorella di nome Nana, apparsa esclusivamente in un capitolo extra del manga Duel Masters Star Cross e nel videogioco Duel Masters 3.
Derek (デレク?, Dereku)
Derek è il fidanzato di Mimi che compare esclusivamente nel manga, inoltre è anche uno specialista delle arti ninja.
Boy George (釜本 ジョージ?, Jōji Kamamoto, George Kamamoto nell'edizione giapponese)
Doppiato da: Norio Wakamoto (ed. giapponese), Stefano Onofri (ed. italiana)
Un nano che porta una veste da orsetto ed un ciuccio e che fa uso di un passeggino motorizzato per spostarsi. Utilizza un deck composto da creature d'acqua ed è un duellante esperto, tanto da riuscire a sconfiggere Mimi (anche essa molto abile nel gioco) in maniera abbastanza semplice. Nella terza stagione fa uso di un deck misto di creature delle tenebre e dell'acqua. Il nome adottato nell'edizione occidentale è un chiaro riferimento all'omonimo cantautore.
Dr. Root Westhandler (Dr. ルート?, Dokutā Rūto, semplicemente Dr. Root nell'edizione giapponese)
Doppiato da: Kan Tanaka (ed. giapponese), Dario Penne (ed. italiana)
Il Dr. Root, il cui vero nome è Leroy, è uno scienziato pazzo, capo di George ed è anche lui un esperto duellante. Oltre a ciò, possiede un robot dalle sembianze umane chiamato Mr. Perfect ed un altro pilotabile di enormi dimensioni. I suoi modi eccentrici hanno sempre al loro interno una morale nascosta per aiutare Shobu ed i suoi amici in svariate occasioni. In Duel Masters Zero, si prende l'incarico di allenare l'eroe assieme ai suoi compagni per migliorare le loro abilità. Nella prima stagione il suo deck è composto da Survivors, creature che condividono gli elementi delle cinque civiltà, mentre nella terza stagione Charge, è un misto di elementi di tenebre ed acqua, in modo simile a quello utilizzato da George.
NAC (ナック?, Nakku)
NAC è un personaggio che compare esclusivamente nel manga ed è basato su Satoshi Nakamura (中村聡?, Nakamura Satoshi), un giocatore di carte giapponese che è diventato uno dei migliori giocatori di Magic: l'Adunanza in Asia. Lo stesso Satoshi è stato coinvolto nella realizzazione di Duel Masters, assistendo Dai Matsumoto (il soprannome dell'autore del manga) come consulente tecnico (la trama della prima parte del manga si basa proprio su Magic). Compare nella versione cartacea sia nei panni di NAC che in un cameo più realistico di se stesso dove porta il nome di "Nakamura-san". Inoltre in uno degli omake, NAC è stato reso partecipe anche alla creazione del gioco di carte di Duel Masters.
Knight (ナイト?, Naito)
Doppiato da: Katsuyuki Konishi (ed. giapponese), Massimo Bitossi (ed. italiana)
Knight è il misterioso e pacato mentore di Shobu che nonostante ciò spesso non riesce ad assistere il suo allievo nel momento del bisogno a causa dell'atteggiamento ostinato del ragazzo nell'affrontare i problemi e l'impossibilità di Knight di presentarsi in scena per aiutarlo. Il personaggio compare solo nell'anime e non nel manga, tuttavia Knight somiglia vagamente a NAC in quanto abilità e carattere. In un'occasione, per il volere del Dr. Root, ha preso le sembianze di "Dragon Mask", un misterioso duellante mascherato inventato, per sfidare Shobu in duello per fargli riottenere il pass per recarsi ad un torneo.
Maruo Kadoko (角古れ丸尾?, Kadoko Maruo)
Doppiato da: Naoki Tatsuta (ed. giapponese), Ambrogio Colombo (ed. italiana)
Maruo è il padre di Rekuta ed è il proprietario di un famoso negozio di carte dove i bambini ed i ragazzi possono andare a comprare le buste di espansione di Duel Masters. Ha avuto una profonda amicizia con Shori, il padre di Shobu, prima che questi scomparisse. Durante la serie incoraggia il figlio dell'amico nel raccontargli i gloriosi duelli del passato. In Duel Masters Victory, il suo negozio diventa una panetteria gestita da Daba.
Extreme Bucketman (ザ・グレートバケツマン?, Za Gurēto Baketsuman, The Great Bucketman nell'edizione giapponese)
Doppiato da: Akiko Suzuki (ed. giapponese)
Un duellante di bassa statura che porta sempre un secchio sulla testa e di cui non si conosce il sesso. Nella seconda stagione Bucketman sconfigge Kokujo prima del loro match ufficiale, successivamente perde contro Yumama arrendendosi ed infine sotto il controllo mentale di Zakira duella anche contro Shobu. Il suo deck è composto da creature delle civiltà del fuoco e della natura, la cui maggioranza sono draghi di terra e uccelli di fuoco. La sua carta vincente è la Soul Phoenix, Avatar of Unity, che dà al protagonista nello scontro finale contro Yumama. In Duel Masters Cross cambia il suo mazzo utilizzando come elementi la natura e la luce.

### Il Tempio
Master (マスター?, Masutā)
Doppiato da: Hidetoshi Nakamura (ed. giapponese), Stefano Mondini (ed. italiana)
Master è il leader del Tempio, un'organizzazione interna al centro per i giovani duellanti. Durante la prima stagione appare indossando una lunga toga nera con un cappuccio e con metà del volto coperto dai suoi lunghi capelli biondi. Inoltre fa da maestro ad Hakuoh, tuttavia Knight crede che Master abbia interesse per il ragazzo esclusivamente per compiere la sua "vendetta" contro le creature che lo hanno sconfitto in un duello facendogli perdere per sempre la possibilità di disputarne di nuovi. Master sembra essere anche il responsabile del profondo cambiamento psicologico di Hakuoh. Dopo la sconfitta di quest'ultimo da parte di Shobu, il misterioso personaggio non fa più ritorno, nonostante prima di andarsene conferma che non si sarebbe arreso nello svolgimento della sua missione. Nel manga Star Cross viene rivelato che è il leader dei Fua Duelist e porta il nome di Zeus (Z?, Zeusu), tuttavia viene sconfitto da Zakira che prende il suo posto. Dopo la sua sconfitta farà squadra con Shori e chiederà a Kokujo di salvarlo da White (Hakuoh) che lo ha ferito a morte.
Fritz the Goblin (ゴブリン?, Goburin, semplicemente Goblin nell'edizione giapponese)
Doppiato da: Tomohisa Asō (ed. giapponese), Fabrizio Mazzotta (ed. italiana)
Fritz è un goblin che lavora per il centro per i giovani duellanti che a causa del suo aspetto ambiguo, viene spesso confuso con uno scoiattolo. Tutti coloro che vogliono iscriversi all'accademia devono rispondere correttamente ai suoi indovinelli, in quanto Fritz è un esaminatore.
Kintaro Nanba (難波 金太郎?, Nanba Kintarō)
Doppiato da: Chiyako Shibahara (ed. giapponese), Luigi Ferraro (ed. italiana)
Un nano che è stato precedentemente il guardiano del centro per i giovani duellanti e di una parte dell'organizzazione conosciuta con il nome di Soldati Bianchi (白い騎士団?, Shiroi kishi-dan, Cavalieri Bianchi nell'edizione giapponese). In seguito viene licenziato da Hakuoh dopo la sconfitta per mano di Shobu, con il quale aveva stretto subito amicizia. La sua età è sconosciuta e porta sempre con sé una borsa e un abaco. Ritorna nella terza stagione, dove riacquista l'amicizia di Hakuoh e perde contro Extreme Bucketman alle finali.

#### Guardiani del Tempio
I Guardiani del Tempio sono membri d'élite dei Soldati Bianchi che lavorano sotto il comando di Hakuoh.
Mikuni (三国 ?, Mikuni) / Johnny Coolburns
Doppiato da: Kōichi Sakaguchi (ed. giapponese), Giorgio Locuratolo (ed. italiana)
Il primo dei quattro Guardiani del Tempio (四天衆?, Shiten shū, Quattro Cieli nell'edizione giapponese). Utilizza un deck di fuoco e durante il duello contro Shobu lo imita in tutti i suoi turni per sconfiggerlo. Mikuni riesce a sconfiggere lo sfidante, tuttavia Mimi convince Master ad invitare il ragazzo per farlo provare nuovamente in un'altra sfida. In questa seconda occasione il primo guardiano viene sconfitto e diventano in breve tempo amici, ma questo suo fallimento porta anche il suo licenziamento dal Tempio per mano di Hakuoh. Si ripresenta nella terza stagione con il nome di Johnny Coolburns, ridiventa amico di Hakuoh e perde contro Robby Rotten.
Guardiano del Tempio 2
Vedi Mimi Tasogare
Benny Haha (邪藩 牛次郎?, Japan Gyūjirō, Gyujiroh Japan nell'edizione giapponese)
Doppiato da: Katsuya Shiga (ed. giapponese), Davide Lepore (ed. italiana)
Il terzo dei quattro Guardiani del Tempio. Fa uso di un robot pilotato da lui stesso e nella sua prima apparizione distrugge la carta d'accesso di Mimi dopo la sconfitta di quest'ultima rubandole il deck. Nei suoi duelli bara spesso, ma nonostante ciò perde in molte occasioni portandolo ad odiare i protagonisti come Shobu e Hakuoh. Il personaggio ritorna nella terza stagione dove afferma di essere cambiato mentre in realtà si rivela solo una recita. Benny forza Hakuoh a duellare contro di lui prima del loro match ufficiale in un'arena amatoriale di Duel Masters minacciandolo di fare del male ai suoi amici. Il ragazzo dai capelli biondi non può fare altro che accettare e sconfiggere il nemico senza perdere altri scudi, arrivando al punto di sacrificarne uno per salvare i suoi compagni. Dopo aver eseguito il "duello perfetto" nonostante gli innumerevoli tentativi dell'avversario di imbrogliare, Benny fa detonare una bomba sotto lo stadio ferendo gravemente Hakuoh in modo tale da impedirgli di duellare il giorno dopo. Con l'eliminazione del ragazzo, il malvagio prova a confrontarsi anche contro Shobu ma finisce per perdere nuovamente. Nel corso della serie svela che è al servizio di Yumama ma dopo la sua ennesima delusione nei suoi confronti viene imprigionato assieme a George in una stanza, dopodiché i due riusciranno a liberarsi nello stesso episodio. Fa uso prima di un deck con civiltà dell'acqua e poi di un Wave Striker durante il match del torneo contro Shobu.
Makoto Aizen (愛善 真?, Aizen Makoto)
Doppiato da: Yoshinori Fujita (ed. giapponese), Daniele Raffaeli (ed. italiana)
Il quarto ed ultimo membro dei quattro Guardiani del Tempio che lavora anche come bidello. Nella prima stagione viene sconfitto da Kyoshiro Kokujo prima che possa affrontare Shobu. In seguito ne esce sconfitto anche contro Hakuoh al torneo Battle Arena. Fa uso di un deck composto da civiltà del fuoco e della luce, mentre la sua carta vincente è Warlord Aizonius.

### P.L.O.O.P.
I P.L.O.O.P. sono un'organizzazione malvagia che vuole utilizzare i mostri delle varie civiltà provenienti dal mondo delle creature per ottenere il controllo della Terra. Questo gruppo compare esclusivamente nella seconda stagione statunitense. I membri che ne fanno parte sono:
Principe Irving il terribile
Doppiato da: Jamieson Price (ed. inglese)
Fa uso della civiltà della luce.
Principe Melvin il conquistatore
Fa uso della civiltà dell'acqua.
Principessa Pollyana dei tetti verdi
Pollyanna è un membro minore dei P.L.O.O.P. che sfida Shobu con un deck della civiltà della natura e lavora per il principe Wilbur il grande. Compare per la prima volta a Logville Village dove si confronta contro l'eroe ma perde. In seguito aiuta il principe Wilbur a catturare Master Pangaea. Alla fine lotta contro Flora, che ha rapito il padre di Pollyana e Wilbur ma anche qui ne esce sconfitta.
Principe Wilbur il grande
Fa uso della civiltà della natura.
Principe Maurice il crudele
Doppiato da: Roger Craig Smith (ed. inglese)
Fa uso della civiltà delle tenebre.
Principe Herbert lo spietato
Doppiato da: Bob Papenbrook (ed. inglese)
Herbert è un altro membro minore che sfida Shobu ai portali della civiltà del fuoco, utilizzando un deck dello stesso elemento.
Principe Eugene il cattivo
Doppiato da: Bob Papenbrook (ed. inglese)
Shobu lo incontra durante la saga della civiltà del fuoco. Eugene vuole diventare un campione dei duelli nel mondo dei buoni e sconfigge Knight nell'episodio 47.

### Soldati Neri
I Soldati Neri (黒い騎士団?, Kuroi kishi-dan, Cavalieri Neri nell'edizione giapponese) sono un gruppo di duellanti opposto a quello dei Soldati Bianchi di Hakuoh. La maggior parte dei membri che sono all'interno di questo gruppo sono tutti ragazzi che non sono stati in grado di sconfiggere Hakuoh nel tentativo di diventare membri dei Soldati Bianchi. Fanno il loro ingresso nel torneo Battle Arena per sconfiggere tutti i giocatori presenti all'evento. Dopo la sconfitta della maggior parte dei Soldati Neri, molto dei quali risultano essere anonimi, lasciano la squadra all'arrivo di Yumama. I membri di cui si conosce l'identità sono:
Robby Rotten (黒柳?, Kuro yanagi, Salice nero nell'edizione giapponese)
Il leader dei Soldati Neri. Voleva diventare membro dei Soldati Bianchi di Hakuoh ma gli venne negato ciò anche dopo la sua vittoria contro Mikuni. Così ha formato un gruppo opposto nella speranza di sfidare il leader degli altri soldati. Sfortunatamente per Robby viene battuto da Shobu e viene visto l'ultima volta interpellato da Yumama.
Akakan (赤柳?, Aka yanagi, Salice rosso nell'edizione giapponese)
Il braccio destro di Robby Rotten, nonché il più forte dei Soldati Neri. Viene sconfitto da George.
Multi-Card Monty (青柳?, Ao yagi, Salice blu nell'edizione giapponese)
Gli piace raccontare storie lunghe per confondere l'avversario prima del duello e durante la mescola dei deck. Viene sconfitto da Mimi.
Ishiguro (石黒?)
Ishiguro voleva precedentemente incontrare Hakuoh quando era ancora uno studente del Tempio dove sconfisse molti studenti in un duello ma ha poi perso contro Mikuni, che ha ammesso che è stato un match molto difficile da disputare. Si unisce ai Soldati Neri in modo da sfidare Hakuoh e prende parte al torneo Battle Arena. Viene sconfitto da Hakuoh che lo riconosce come un forte duellante.

### Altri antagonisti
Yumama (不亞 幽?, Fua Yu, Yu Fua nell'edizione giapponese)
Doppiata da: Chinami Nishimura (ed. giapponese)
Una ragazza misteriosa che sa duellare e leggere un libro allo stesso tempo, inoltre è anche un'amica d'infanzia di Extreme Bucketman. Sconfigge George, Yuki e Kokujo che rimangono sorpresi in quanto erano convinti di poter vincere molto velocemente contro di lei. Sembra essere la causa dei vari disagi presenti nel torneo ma lei in realtà è solo una pedina al servizio del fratello malvagio Zakira, che l'ha sfruttata per i suoi fini. Dopo la sua liberazione, diventa un'alleata di Shobu assieme a Bucketman. Mentre era sotto controllo di Zakira le sue carte vincenti erano Cruel Naga, Avatar of Fate e Super Necrodragon Abzo Dolba. In Duel Masters Cross il suo deck contiene tutte e cinque le civiltà e le sue creature hanno l'effetto di poter sfruttare gli eventuali scarti per mandarli sul campo di battaglia anziché al cimitero. Successivamente cambia il suo deck con creature della luce e delle tenebre basandosi su quello di Knight ed utilizzando Brunhilde, Ghost Knight e Nero Gryphis, Mystic Light Emperor come nuove carte vincenti.
Zakira Fua (不亞 ザキラ?)
Doppiato da: Hiroki Yasumoto (ed. giapponese)
L'antagonista principale di Duel Masters Charge e delle serie di Duel Masters Cross. È un duellante malvagio, nemesi del padre di Shobu e controlla Yumama, che è la sua sorella minore, dall'inizio della serie. Il suo obiettivo è quello di ottenere "la testimonianza del Duel Masters" per poi utilizzarlo per i suoi loschi scopi. Ha moltissimi agenti al suo servizio e la sua base è collocata in un grande castello. I suoi uomini sono classificati a seconda della loro abilità di gioco, dalla A alla Z (lo stesso Zakira rappresenta il livello Z, essendo il più potente fra tutti i membri). Fa uso di una combinazione di carte delle civiltà del fuoco, tenebre ed acqua, i cui mostri più comuni sono i draghi zombie e la sua strategia prevede di mandare al cimitero quanti più mostri possibili presenti sia sul suo campo di gioco che quello dell'avversario. Più avanti cambierà tipo di deck facendo uso di carte delle tenebre e di luce ispirandosi a quello di Knight e le sue carte vincenti sono: Romanoff the 1st, Lord of the Demonic Eye, Death Romanoff the 5th, General of the Demonic Eye, King Balcry, Demonic Eye Lord e Supernova Death Dragerion.
Professor March (プロフェッサー・マーチ?, Purofessā Māchi)
Doppiato da: Chihiro Suzuki (ed. giapponese)
Un personaggio introdotto in Duel Masters Zero come antagonista della serie. Invita Shobu e compagni in un torneo che si tiene su un'isola deserta, ma in realtà questa si rivela una trappola. Dopo aver rapito il Dr. Root, forza Shobu, Mimi e George a duellare contro i suoi collaboratori.
Ultimate Master Darcy (白凰?, Shiro)
Compare per la prima volta in Duel Masters Zero dove ricopre il ruolo dell'attuale campione del mondo del gioco di carte. In passato fu un apprendista del Professor March ed in seguito sfida Zakira in uno degli episodi finali nel tentativo di fermarlo.
Jura (ジュラ?)
Doppiato da: Chihiro Suzuki (ed. giapponese)
Compare per la prima volta in Zero Duel Masters come uno dei nuovi rivali di Shobu. Inizialmente lavora come subordinato per il Professor March ma in Duel Masters Cross si unirà all'ex rivale ed agli altri nella loro lotta contro Zakira.

### Personaggi minori
Tom (デュエルジャッカー・ショー?, Dyueru Jakkā Shō, Duel Jacker Show nell'edizione giapponese) e Stu
Doppiato da: Shōtarō Morikubo (Tom) (ed. giapponese), Roberto Certomà (Tom) (ed. italiana)
Tom e Stu sono rispettivamente l'arbitro ed il commentatore delle partite di livello professionale che si disputano nei tornei. Nella versione originale giapponese è presente solo Tom, chiamato Shou, mentre Stu è un personaggio che non compare mai in scena ma solo come voce fuori campo ed è stato inventato esclusivamente per la versione statunitense e in quella internazionale. Tom appare in diverse serie ricoprendo sempre lo stesso ruolo, compreso in Duel Masters Cross dove viene chiamato DJ Show (DJショー?, DJ Shō).
Toru Kamiya (神谷 透?, Kamiya Tōru)
Doppiato da: Jun Fukuyama (ed. giapponese), Corrado Conforti (ed. italiana)
Un ragazzo di 17 anni, studente del centro per i giovani duellanti, che si è scontrato contro Shobu nell'episodio 8. Dopo aver perso contro quest'ultimo diviene suo amico. Fa uso di un deck composto di civiltà dell'acqua e della natura.
Jamira (ジャミラ?)
Doppiato da: Yoshinori Fujita (ed. giapponese), Fabrizio De Flaviis (ed. italiana)
Un ragazzo dai capelli rossi che ama barare durante i duelli. Anche lui, come Toru, è uno studente del centro per i giovani duellanti. Ha perso in ogni occasione in cui si è confrontato contro Shobu, nonostante abbia imbrogliato.
Tsuyoshi Saroyama (猿山 剛志?, Saroyama Tsuyoshi)
Doppiato da: Yoshimitsu Shimoyama (ed. giapponese)
Un ragazzo di bassa statura con la faccia da scoiattolo e fratello maggiore di Takeshi Saroyama.
Takeshi Saroyama (猿山 武志?, Saroyama Takeshi)
Doppiato da: Ken'ichi Suzumura (ed. giapponese)
Il fratello minore di Tsuyoshi, che a differenza sua è molto più alto e muscoloso.
Red Afro
Il leader del dojo a tema afro. Nell'episodio 56 della seconda stagione statunitense, Mimi deve duellare contro di lui in modo da recuperare il suo pass per accedere al torneo che le era stato dato dal Dr. Root.
Master Yuki (ユーキ?, Yūki)
Doppiato da: Nobuyuki Hiyama (ed. giapponese)
Il leader del dojo a tema neonati. Nell'episodio 56 della seconda stagione, George lo sfida per riottenere il suo pass per accedere al torneo che gli era stato conferito dal Dr. Root. Master Yuki lo sconfigge ma poi perde in un rematch. Compare più avanti nelle finali del campionato dove però perde contro Yumama.

## Media

### Manga
Il manga Duel Masters è stato scritto da Shigenobu Matsumoto e serializzato dal maggio 1999 al marzo 2005 sulla rivista CoroCoro Comic edita da Shogakukan. La serie manga non è mai uscita negli Stati Uniti, ma in compenso è stato distribuito un comic book statunitense basato sulla serie originale ad opera di Dreamwave Productions, che è stato disponibile anche in Italia nella rivista Duel Masters Official Magazine edita da Play Press. Al momento non è prevista la pubblicazione del manga negli Stati Uniti da nessun editore locale. Tokyopop ha pubblicato un adattamento Cine-Manga dell'anime Duel Masters, ma al momento è fuori stampa. Anche in Italia il manga è ancora inedito.
La prima serie manga di Duel Masters è stata serializzata in Giappone dal maggio 1999 al marzo 2005, per un totale di 17 volumi tankōbon. Ad essa sono seguite sei diverse serie manga: Duel Masters: Fighting Edge ( デュエル・マスターズ FE?, Dyueru Masutāzu FE), serializzata dall'aprile 2005 al giugno 2008 per 12 volumi, Duel Masters Star Cross (デュエル・マスターズ SX?, Dyueru Masutāzu SX) serializzata dal luglio 2008 al marzo 2011 per 9 volumi, Duel Masters Victory (デュエル・マスターズビクトリー?, Dyueru Masutāzu Bikutorī) serializzata dall'aprile 2011 al marzo 2014 per 10 volumi, Duel Masters Versus (デュエル・マスターズVS?, Dyueru Masutāzu VS) dall'aprile 2014 al febbraio 2017 per 12 volumi, Duel Masters serializzata dal 15 febbraio 2017 al 29 febbraio 2020 per 11 volumi e Duel Masters King (デュエル・マスターズ キング?, Dyueru Masutāzu Kingu) serializzata dal 15 febbraio 2020 al 15 luglio 2022 per 8 volumi. Una settima serie, dal titolo Duel Masters WIN (デュエル・マスターズWIN?, Dyueru Masutāzu Uin), ha iniziato la serializzazione il 12 agosto 2022; al momento quest'ultima è arrivata al sesto volume pubblicato il 28 ottobre 2024. Un'ottava serie, intitolata Duel Masters LOST: Tsuioku no suishō (Duel Masters LOST ～追憶の水晶～?), è stata serializzata dal 1º febbraio al 21 marzo 2024 per 1 volume. Una nona serie, intitolata Duel Masters LOST: Gekka no shinigami (Duel Masters LOST ～月下の死神～?), è stata serializzata dall'8 agosto 2024 al 27 febbraio 2025 per 2 volumi.

### Anime

Il logo di Duel Masters

#### 2002-2011
La prima stagione fu trasmessa per la prima volta in Giappone dal 21 ottobre 2002 al 31 marzo 2003 su TV Tokyo, rete che ha mandato in onda i primi 18 episodi e 6 speciali, ed in seguito è stata riproposta per intero su Kids Station dal 2 novembre seguente e ha terminato la messa in onda il 22 dicembre 2003. La sigla d'apertura impiegata nei primi cinque episodi è Yume gakanau to ki (夢が叶うとき? lett. "Quando i sogni diventano realtà"), brano che viene impiegato nella sua versione strumentale per i primi cinque episodi che viene poi sostituito dalla sesta puntata dalla sua rispettiva versione cantata da Nao. In chiusura invece viene adoperata una sigla strumentale per tutti gli episodi. L'anime è liberamente tratto dal manga originale e la storia è incentrata attorno al gioco di carte Duel Masters, che ruota intorno a cinque civiltà (fuoco, acqua, luce, oscurità, natura).
Una seconda stagione, basata su altri capitoli del manga, dal titolo Duel Masters Charge è andata in onda dal 19 aprile 2004 al 27 marzo 2006. Quest'ultima riutilizza Yume gakanau to ki della prima serie come sigla.
Una stagione speciale giapponese, dal titolo Shin seiki Duel Masters Flash, fu trasmessa in Giappone dal 10 aprile 2006 al 19 marzo 2007. La storia è ambientata in futuro molto lontano da quello della serie principale. La sigla d'apertura è Kagayaku shunkan (輝く瞬間? lett. "Momento splendente") di Masanosuke.
Una terza stagione, Zero Duel Masters, è andata in onda dal 9 aprile al 24 settembre 2007. La sigla è Ima! Hajimaru yūki (今! 始まる勇気? lett. "Ora! Inizia il coraggio") dei Rey. Una quarta stagione, Duel Masters Zero, è stata trasmessa dal 6 ottobre 2007 al 29 marzo 2008. È la prima ad essere animata del franchise ad essere completamente in CGI Animated. La sigla è Tamashī shōkan! (魂 召喚!? lett. "Evocazioni dell'anima!") dei Rey. Una quinta stagione, Duel Masters Cross, è andata in onda dal 5 aprile 2008 al 27 marzo 2010. Questa è la prima stagione ad essere prodotta in alta definizione. Una sesta stagione, Duel Masters Cross Shock, è stata trasmessa dal 3 aprile 2010 al 19 aprile 2011. Le sigle d'apertura adoperate sono rispettivamente The Power of Courage (lett. "La forza del coraggio") degli Everest (ep. 1-26) e My Only Dream (lett. "Il mio unico sogno") degli Honey L Days (ep. 27-50).

#### 2011-2017
Una settima stagione, Duel Masters Victory, è andata in onda dal 2 aprile 2011 al 31 marzo 2012. Le sigle sono rispettivamente My Victory! (Myビクトリー!?, My Bikutorī!, lett. "La mia vittoria!") (apertura) e Shōkan saikyō bui (召喚最強ブイ? lett. "Evoca il boa più forte!") (chiusura) entrambe di Duel Hero Yu & Atsuto. Un'ottava stagione, Duel Masters Victory V, è stata trasmessa dal 7 aprile 2012 al 30 marzo 2013. Le sigle sono rispettivamente Oni saikyō Victory (鬼最強ビクトリー?, Oni saikyō Bikutorī, lett. "La vittoria del demone più forte") (apertura) e Miracle ☆ Victory (ミラクル☆ビクトリー?, Mirakuru ☆ Bikutorī, lett. "Vittoria ☆ miracolosa") (chiusura) entrambe di Duel Hero Yu & Atsuto. Una nona stagione, Duel Masters Victory V3, è andata in onda dal 6 aprile 2013 al 29 marzo 2014. Le sigle sono Start kakumei (スタート革命? lett. "Inizia la rivoluzione") dei Hemenway (apertura) e Hachamecha ore! King (ハチャメチャ・オレ!キング?, Hachamecha ore! Kingu, lett. "Sono scompigliato! Re") di Duel Hero Yu & Atsuto (chiusura).
Una decima stagione, Duel Masters Versus, è stata trasmessa dal 5 aprile 2014 al 28 marzo 2015. Le sigle sono Konchi kishō-me (ハチャメチャ・オレ!キング? lett. "Kon-Tiki il mio quoziente") dei GaGaGa SP (apertura) e Zenzen daijōbuda ze OK! (全然 大丈夫だぜ OK!? lett. "Sono completamente a posto OK!") di Duel Hero Yuu e Atsuto (chiusura). Un'undicesima stagione, Duel Masters Versus Revolution, è andata in onda dal 5 aprile 2015 al 27 marzo 2016. Le sigle d'apertura sono Luv it! (lett. "Io amo!") dei Sug e EvoRevo! (エボレボ!?, EboRebo!) di Hayabusa mentre quelle di chiusura sono rispettivamente Kimi ga kureta kiseki (lett. "Il miracolo che mi hai dato") di Pile, Love and Peace (lett. "Pace e Amore") dei Cross Gene e JIBUN (lett. "ME STESSO") degli An Cafe. Una dodicesima stagione, Duel Masters Versus Revolution Final, è stata trasmessa dal 3 aprile 2016 al 26 marzo 2017. Le sigle d'apertura sono EvoRevo! (エボレボ!?, EboRebo!) di Hayabusa, Subarashiki Sekai (素晴らしきSekai? lett. "Mondo meraviglioso") e Duel (デュエル?, Dyueru, lett. "Duello") entrambe di Pile mentre quelle di chisura sono JIBUN (lett. "ME STESSO") degli An Cafe (ep. 1-9, Stronger (lett. "Più forte") dei But By Fall e FLAWLESS (lett. "PERFETTO") dei Pyxis (Moe Tyoda e Miki Itoh).

#### 2017-2022
Una tredicesima stagione, Duel Masters e quindi omonima dell'originale, è andata in onda dal 2 aprile 2017 al 25 marzo 2018. La sigla d'apertura è Mirai wa Joe! Joe! (未来はジョー! ジョー!? lett. "Il futuro è Joe! Joe!") di Hayabusa mentre quelle di chiusura sono rispettivamente BE☆THE WIND (lett. "ESSERE ☆ IL VENTO") (ep. 1-13, 27-39) e Ah, yume mikoshi (嗚呼、夢神輿? lett. "Aya, sogno mikoshi") entrambe dei Matsuri Nine. (ep. 14-26) e Ashita e no kaze (明日への風? lett. "Il vento per il domani") di Rico Sasaki (ep. 40-51). Una quattordicesima stagione, Duel Masters!, è stata trasmessa dal 1º aprile 2018 al 31 marzo 2019. Le sigle d'apertura sono Jo☆Decki!!! (ジョー☆デッキー!!!? lett. "Jo☆Deck!!!") di Hayabusa e Ūchōten Shooter (有超天シューター?, Ūchōten Shūtā) dei Matsuri Nine. mentre quella di chiusura sono rispettivamente Kirari☆Yume ondo (キラリ☆夢音頭? lett. "Kirari☆Testa da sogno") delle Minyou Girls, INAZUMA Jacket (lett. "Giacca FULMINE") dei BRADIO e CRY MAX!! (lett. "PIANTO MASSIMO!!") di NormCore.
Una quindicesima stagione, Duel Masters!!, è andata in onda dal 7 aprile 2019 al 29 marzo 2020. Le sigle d'apertura sono Chouten Fever! (lett. "Febbre del vertice") di Hayabusa (ep. 1-26), Gotcha!! (lett. "Preso!!") di UraShimaSakataSen (ep. 27-39) e Teppen New Days (lett. "Il meglio dei nuovi giorni") dei Matsuri Nine. (ep. 40-51) mentre quelle di chiusura sono rispettivamente Kokoro no Canvas (lett. "Il cuore di Canvas") di Billyken (ep. 1-13), Happy Days!!! (lett. "Giorni felici!!!") delle Minyo Girls (ep. 14-26), Curtain Call wo yurashite (カーテンコールを揺らして?, Kāten Kōru o yurashite, lett. "Agita il sipario") di Rico Sasaki (ep. 27-39) e I'm Your Joker (lett. "Sono il tuo Joker") di IN2IT (ep. 40-51). Una sedicesima stagione, Duel Masters King, è stata trasmessa dal 5 aprile 2020 al 28 marzo 2021. La sigla d'apertura è Kinkira KING (lett. "Kinkira RE") di Hayabusa mentre quelle di chiusura sono Tomodachi dakara (lett. "Così amici") di Serena Kozuki (ep. 1-9) e Hyakka Ryoran kokoro Moyo (lett. "Cento fiori nel cuore Ryoran Moyo") di WAWAWA (ep. 10-47). Una diciassettesima stagione, Duel Masters King!, è andata in onda dal 4 aprile 2021 al 27 marzo 2022. Le sigle d'apertura sono Updating Life (lett. "Aggiornare la vita") dei Doberman Infinity e Sinners (lett. "Peccatori") dei NIGHTMARE mentre quelle di chiusura sono Act (lett. "Atto") di Vistlip, ROOTS (lett. "RADICI") dei Matsuri Nine. e The World with Everyone (lett. "Il mondo con tutti") di Serena Kozuki. Una diciottesima stagione, Duel Masters King MAX, è stata trasmessa dal 3 aprile al 28 agosto 2022. Le sigle sono Historia (lett. "Storia") di Brdr (apertura) e Korekara (これから? lett. "Da ora in poi") di Coeur à Coeur (chiusura).

#### Dal 2022
Una diciannovesima stagione, Duel Masters WIN, è stata trasmessa dal 4 settembre 2022 al 26 marzo 2023. Le sigle sono rispettivamente Step Up di ONE N' ONLY (lett. "Fai un passo avanti") (apertura) e WINNING ROAD (lett. "STRADA VINCENTE") di Serena Kozuki (chiusura). La seconda coppia di sigle è composta da Limitless (lett. "Senza limiti") (apertura) e FLY AGAIN (lett. "VOLA ANCORA") (chiusura). Una ventesima stagione, Duel Masters WIN Duel Wars, è stata trasmessa dal 2 aprile 2023 al 31 marzo 2024. Le sigle sono rispettivamente Winner Win! (lett. "Win vinci!") di Hironobu Kageyama (apertura) e Hōkago gyutto (放課後ギュッと? lett. "Subito dopo la scuola"). La seconda coppia di sigle presenta Ability lett. "Abilità" degli AXXX1S (apertura) e BRAND NEW MOMENT lett. "NUOVO MOMENTO" di Serena Kôzuki (chiusura). La terza coppia di sigle invece vede i brani Believe it leap (lett. "Credici, salta") di Takuya Sugimoto (apertura) e Draw (lett. "Disegno") degli Xaa Xaa (chiusura). La quarta coppia di sigle è composta da Tatakai ga kieta hi (戦いが消えた日? lett. "Il giorno in cui la battaglia terminò") dei SAD originals (apertura) e Abyss-Over (chiusura).
Una ventunesima stagione, Duel Masters LOST: Tsuioku no suishō, è stata pubblicata dal 4 ottobre al 29 novembre 2024 ed è un ONA. La sigla d'apertura è Narrative (ナラティブ?, Naratibu) delle Tsukuyomi mentre quella di chiusura è Cantare (カンターレ?, Kantāre) di Hana Hishikawa. Una ventiduesima stagione, Duel Masters LOST: Gekka no shinigami, è stata pubblicata dal 21 dicembre 2024 al 28 febbraio 2025. Una ventitreesima stagione, Duel Masters LOST: Bōkyaku no taiyō è prevista per il 2026.

#### Adattamento internazionale
Una versione in lingua inglese della prima serie del 2002 fu prodotta da Plastic Cow Productions e fu trasmessa un'anteprima che riassume i primi tre episodi sulla rete Cartoon Network nel blocco Toonami il 27 febbraio 2004. Gli episodi furono trasmessi ufficialmente dal 13 aprile 2004, nel blocco spin-off di Toonami, il Saturday Video Entertainment System (SVES) con i primi episodi editi insieme agli episodi 4 e 5. Toonami in seguito si spostò alla domenica e in esso furono trasmessi gli episodi successivi. La sigla è intitolata semplicemente Duel Masters ed è un brano completamente diverso da quello giapponese. Nel Regno Unito Duel Masters è stato trasmesso da Toonami.
Una seconda stagione con il titolo Duel Masters 1.5 fu prodotta dalla Elastic Media Corp per il solo mercato americano-europeo e non basata sul manga fu trasmessa dal 26 marzo 2005. Una terza stagione, basata sui primi 26 episodi di Duel Masters Charge, fu prodotta da settembre 2005 dalla Howling Cat Productions (che vede membri dell'originale Saban Entertainment, tra i quali vi sono Brian Beacock, Philece Sampler e Wendee Lee). Sia nella versione statunitense che in quelle europee, compresa quella italiana, è stata mantenuta la sigla utilizzata nella precedente stagione ma con immagini differenti. Duel Masters Charge fu distribuita anche sul mercato americano ed europeo con il titolo Duel Masters 2.0, ma ne fu trasmessa solo metà. A seguito della conclusione di quest'ultima, non ne furono prodotte altre, né furono acquistate e doppiate le stagioni giapponesi.
La versione statunitense dell'anime presenta diversi elementi e concetti che differiscono da quelli dell'originale, tali modifiche sono state apportate per renderlo più comico e per cercare di discostarlo il più possibile da altre serie basate su giochi di carte come ad esempio Yu-Gi-Oh!. Sono state aggiunte delle frasi comiche e talvolta fuori luogo, che spesso hanno poco a che fare con la trama in sé. In vari casi vengono fatti dei riferimenti alla cultura pop e sono presenti anche delle gag ricorrenti, quella più utilizzata è la rottura della quarta parete da parte dei personaggi che menzionano gli autori della serie. Un'altra particolarità, mantenuta anche nel doppiaggio italiano, è quella di fare uso di termini giapponesi laddove non necessari o comunque traducibili come "todomeda", "ike", "kettô da" e "yoshi" mentre in altri casi vengono impiegati erroneamente come senpai, il quale viene considerato come una definizione di duellante esperto, benché il suo significato sia completamente differente e in realtà indichi un compagno più anziano a scuola o sul lavoro.
Inoltre l'intera colonna sonora è stata completamente sostituita da una nuova, tuttavia questo non avviene negli episodi 53-65 di Duel Masters 1.5, i quali ricoprono corrispettivamente i primi 26 di Duel Masters Charge che però sono stati riadattati unendo ogni due puntate in una unica, in tal caso viene mantenuta la musica originale. In realtà nell'edizione giapponese la trama è molto più drammatica, anche se quest'ultima presenta lo stesso delle parti più divertenti mischiate a quelle più serie. Tutte le versioni estere, compresa quella italiana, si basano sull'adattamento statunitense dove vengono mantenuti tutti i cambiamenti effettuati.

#### Adattamento italiano
In Italia l'anime Duel Masters è stato trasmesso in prima visione su Cartoon Network dal 13 settembre 2004 la prima stagione e da ottobre 2005 la seconda. La prima è stata trasmessa in prima visione in chiaro su Rai 2 dal 31 gennaio 2005. Il doppiaggio è stato effettuato presso lo studio E.T.S. European Television Service di Roma sotto la direzione di Massimo Corizza e con l'assistenza di Daniela Inserra. L'adattamento dei dialoghi dell'edizione italiana sono stati effettuati da: Antonella Damigelli, Francesca Romana Raffi, Orietta Regina e Daniela Papa. In Italia sono state utilizzate due sigle differenti intitolate semplicemente Duel Masters, la prima è quella statunitense che venne utilizzata sia in versione strumentale che in quella cantata nella trasmissione su Cartoon Network e poi nella sola versione cantata su Rai 2 e su alcune televisioni locali come Super 3 e Televallassina. La seconda sigla è cantata da Santo Verduci ed è stata utilizzata nelle emittenti televisive locali che presentavano il contenitore Contacoons. L'edizione italiana si basa sulla versione statunitense e mantiene tutte le modifiche apportate in quest'ultima. Gli episodi della prima stagione sono stati pubblicati per il mercato home video italiano da Paramount Pictures in edizione VHS e DVD dal 21 aprile al 4 novembre 2005, fermandosi al secondo volume e lasciando così la serie incompleta.

#### Adattamento coreano
In Corea la serie è chiamata Duel Legend (듀얼레전드?) ed è l'unica nazione al mondo ad avere acquistato più di una stagione. Dato il cambio di titolo all'anime, nel corso dei vari episodi i personaggi si riferiscono al gioco di carte con il nome modificato. Inizialmente venne mandata in onda con il titolo originale su SBS TV, ma venne criticata per la qualità della traduzione e perciò la trasmissione si concluse con la sola prima stagione. Quest'edizione presentava delle sigle differenti da quelle impiegate sia in Giappone che negli altri Paesi del mondo. In seguito la prima stagione venne trasmessa con un nuovo doppiaggio dal 9 settembre 2009 su Cartoon Network con il titolo Duel Legend e racchiudeva al suo interno gli episodi fino al numero 36 di Duel Masters 1.5, utilizzando per tutte le puntate la sigla iniziale giapponese proveniente da Duel Masters Charge ma ricantata in lingua coreana; al contrario quella di chiusura rimase nella sua versione strumentale, come in originale. La prima stagione giapponese infatti impiegava in apertura un brano strumentale, ripescato successivamente in Charge ma in versione cantata, nell'edizione coreana invece si è scelto di adottare la canzone sia per la prima stagione che per la successiva Charge cambiando solamente le immagini. In seguito giunse Duel Masters Charge rinominato Duel Legend 2.
Tempo dopo il franchise animato si spostò su Talent TV dove arrivarono Zero Duel Masters e Duel Masters Zero uniti in un'unica stagione denominata Duel Legend Zero mentre Duel Masters Cross diventò Duel Legend Cross. L'ultima serie ad essere giunta in Corea è stata Duel Masters Cross Shock, qui chiamata Duel Legend Shock. Anche in questo caso Shin seiki Duel Masters Flash è stata saltata del tutto.

### Film
Oltre alle serie animate sono stati prodotti anche 4 film d'animazione distribuiti nelle sale cinematografiche solo in Giappone.
Il primo di questi è Duel Masters: Yami no shiro no ma ryūkō Curse of the Death Phoenix (デュエル・マスターズ 闇の城の魔龍凰カース・オブ・ザ・デスフェニックス?, Dyueru Masutāzu yami no shiro no ma ryūkō Kāsu obu za Desu Fenikkusu, lett. "Duel Masters: L'oscurità del castello magico - La maledizione della fenice morta") è stato proiettato il 25 maggio 2005.
Il secondo è Gekijō-ban Duel Masters: Lunatic God Saga (劇場版デュエル・マスターズ 黒月の神帝?, Gekijō-ban Dyueru Masutāzu Runatikku Goddo Sāga, lett. "Duel Masters versione cinematografica: Lunatic God Saga") è uscito il 19 settembre 2009.
Il terzo tratto dalla serie è Duel Masters honō no kizuna XX!! (デュエル・マスターズ 炎のキズナXX?, Dyueru Masutāzu honō no kizuna XX!!, lett. "Duel Masters: Legami ardenti XX!"), cortometraggio distribuito nelle sale nipponiche il 21 agosto 2010.
Il quarto ed al momento il più recente è Duel Masters: Hamukatsu to Dogiragon no Currypan daibōken 3D (デュエル・マスターズ ハムカツとドギラゴンの カレーパン大 冒険3D?, Dyueru Masutāzu Hamukatsu to Dogiragon no karēpan daibōken 3D, lett. "Duel Masters: Hamukatsu e Dogiragon - La grande avventura del pane al curry 3D"), un cortometraggio proiettato il 19 marzo 2016.

### Videogiochi
Duel Masters ha generato diversi videogiochi per alcune console. Il primo è intitolato Duel Masters Advance (デュエル・マスターズアドバンス?, Dyueru Masutāzu Adobansu) ed è uscito per Game Boy Advance il 7 agosto 2003 in Giappone; al momento del suo debutto i quattro recensori della rivista Famitsū gli hanno assegnato un punteggio di 25/40. Il secondo gioco che porta il titolo di Duel Masters: Sempai Legends è uscito sulla stessa console in Nord America il 1º giugno 2004 mentre in Europa è stato distribuito il 5 novembre 2004. In questo capitolo il giocatore controllerà un nuovo duellante alle prime armi che dovrà recuperare una preziosa carta regalatagli dal nonno, che è stata rubata da un uomo misterioso. Questo porterà il ragazzo a viaggiare nelle città e nei villaggi vicini nella speranza di recuperare il raro oggetto, facendo così la conoscenza di altri duellanti che vogliono diventare professionisti del gioco di carte. Il 18 dicembre 2003 è uscito anche Duel Masters: Nettou! Battle Arena (デュエル・マスターズ 熱闘! バトルアリーナ?, Dyueru Masutāzu Nettō! Batoru Arīna) per Nintendo GameCube, che segue le vicende di un nuovo duellante che dovrà affrontare i vari personaggi della prima stagione dell'anime, tuttavia il titolo è un'esclusiva del mercato giapponese. Quest'ultimo ha ricevuto da Famitsū un punteggio di 28/40.
In seguito sono usciti sempre per il Game Boy Advance, Duel Masters 2: Invincible Advance (デュエル・マスターズ2 インビンシブル・アドバンス?, Dyueru Masutāzu 2 Inbinshiburu Adobansu) il 18 marzo 2004 solo in Giappone, il quale ricevette un punteggio di 29/40 da Famitsū, Duel Masters 2: Kirifuda Shoubu Version (デュエル・マスターズ2 切札勝舞Ver.?, Dyueru Masutāzu 2 Kirifuda Shōbu Ver.) il 22 luglio 2004 sempre in Giappone, che non è altri che una versione migliorata del gioco precedente e che ricevette una valutazione di 30/40 da Famitsū, Duel Masters 2: Kaijudo Showdown uscito solo nel Nord America il 16 novembre 2004 ed in Europa il 31 marzo 2005, Duel Masters 3 (デュエル・マスターズ3?, Dyueru Masutāzu 3) il 16 dicembre 2004 solo in Giappone, che riuscì ad aggiudicarsi una valutazione di 30/40 da Famitsū e Duel Masters: Shadow of the Code pubblicato il 18 ottobre 2005 in territorio statunitense ed il 21 ottobre dello stesso anno in quello europeo.
Sono stati creati anche due capitoli per PlayStation 2, Duel Masters, anche conosciuto come Duel Masters: Cobalt, pubblicato il 2 novembre 2004 in America e il 3 dicembre dello stesso anno in Europa, questo è anche l'unico gioco della serie a presentare un doppiaggio italiano, che però differisce da quello utilizzato nell'anime. Il secondo titolo invece è Duel Masters: Birth of Super Dragon (デュエル・マスターズ 〜邪封超龍転生?, Dyueru Masutāzu 〜 Yokoshima Fū Chō Ryū Tensei) distribuito esclusivamente in Giappone il 24 marzo 2005 e che venne valutato con un 30/40 da Famitsū.
Un titolo per iOS e Android dal titolo Duel Masters: Entry Gate of Dragon Saga (エントリーゲート オブ ドラゴンサーガに挑戦?, Entorīgēto Obu Doragon Sāga ni chōsen) è uscito il 25 maggio 2014, sempre come esclusiva giapponese per entrambi i sistemi operativi. Alcuni anni dopo uscì Duel Masters Play's (デュエル・マスターズ プレイス?, Dyueru Masutāzu Pureisu), il quale venne reso disponibile il 18 dicembre 2019 per le piattaforme iOS e Android, anche questo come esclusiva nipponica.
Il 5 agosto 2021 è uscito in Giappone Duel Masters de Asobo! (デュエマであそぼう！?, Dyuema de Asobou!) per Nintendo Switch, ovvero un free-to-play sempre a base di carte. Il 9 aprile 2022 è stato reso disponibile in Giappone un seguito, Duel Masters de Asobo! 2022 (デュエマであそぼう！2022?, Dyuema de Asobou! 2022) per Nintendo Switch, iOS e Android che apporta alcune modifiche e migliorie al precedente capitolo.

## Accoglienza
In Giappone, il manga originale ha venduto 4,5 milioni di copie.
Pam Gelman di Common Sense Media ha assegnato alla prima serie anime tre stelle su cinque, affermando che era parodistica, ricca di citazioni e riferimenti alla cultura pop e che in alcuni casi non sarebbero stati appresi a pieno dai bambini. Le frequenti battaglie tra mostri potevano spaventare gli spettatori più giovani con le loro immagini e suoni, così come le conseguenze in qualche modo violente se i personaggi perdevano una partita. Ma in generale, l'umorismo di cui era cosparsa la trama lo distingueva dal resto.
Il manga Duel Masters del 2017 ha vinto il 66º Premio Shōgakukan del 2021 nella categoria kodomo assieme a Chocolate no mahō.
Il singolo Ah, yume mikoshi cantato dai Matsuri Nine e impiegato come seconda sigla di chiusura della serie Duel Masters del 2017 ha venduto 104 770 copie tra il 12 dicembre 2016 e il 10 dicembre 2017 in Giappone. Il brano Ūchōten Shooter sempre dei Matsuri Nine ha venduto 85 808 copie in nove mesi tra il 10 dicembre 2018 e l'8 dicembre 2019.